# Tatuatges cristians a Bòsnia i Hercegovina

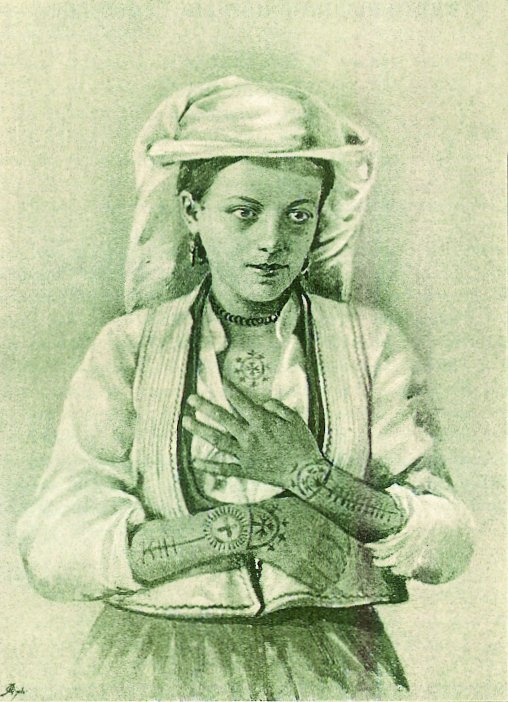
Dibuix d'una dona bosniana tatuada.

El tatuatge cristià a Bòsnia i Hercegovina (o sicanje en serbocroata) va ser un costum generalitzat entre els catòlics romans durant el domini otomà sobre Bòsnia i Hercegovina (1463–1878) i fins al segle xx. Els catòlics es tatuaven els seus fills per salvar-los del devsirme, mentre que les dones eren tatuades amb l'esperança d’evitar l'esclavitud.
Es creu que el costum és anterior a la migració eslava als Balcans i fins i tot al cristianisme. Al segle i aC, l'historiador grec Estrabó va esmentar el tatuatge entre els habitants d'aquesta zona, juntament amb un altre costum il·liri. Les femelles vlaques de Grècia, Macedònia i Hercegovina també van utilitzar tatuatges. L’arqueòleg Ćiro Truhelka va investigar aquest tipus de tatuatges a finals del segle xix, convertint-se en un dels primers a escriure sobre ells i a il·lustrar-los.
Les dones bosnianes en algunes parts del país es tatuen les mans i altres parts visibles del cos (com el front, les galtes, el canell o per sota del coll) amb símbols cristians i ornaments stećak. Això es pot veure avui, no només a Bòsnia i Hercegovina, sinó entre les dones bosnianes que viuen a l'estranger.